# Danica Tomić
Danica Tomić (Dalj, 25. srpnja, 1905. – ?, 16. prosinca 1961.) bila je avijatičarka i prva žena s pilotskom dozvolom u Kraljevini Jugoslaviji.
Danica je bila udana za Miodraga Tomića što joj je omogućilo pristup knjigama i drugim sadržajima vezanim za avijaciju. 1928. godine, prilikom obilježavanja 15. godišnjice Zračne luke Beograd, Tomić je izvodila aerobatske manevre kao prva žena u tadašnjoj Jugoslaviji. 1930. prijavila se na poziv za civilnu pilotsku školu objavljen u Politici, a 1933. godine dobila je i certifikat za turističkog pilota. Javno dostupni izvori o njezinu životu nakon 1933. godine su vrlo oskudni dok su njezina supruga njemački okupatori uhitili i zarobili kao ratnog zarobljenika. Miodrag Tomić je preživio zarobljeništvo te se par po okončanju rata preselio u Sjedinjene Američke Države.